# Phricotelus stelliger
Phricotelus stelliger là một loài nhện trong họ Mysmenidae. Chúng được Eugène Simon miêu tả năm 1895. Chúng là loài đặc hữu của Sri Lanka.